# Соколов, Николай Николаевич (химик)
Николай Николаевич Соколов (1826—1877) — русский химик.

## Биография
Родился 1 декабря 1826 года в Ярославской губернии. Окончил курс в 1842 году по камеральному отделению Юридического факультета Санкт-Петербургского университета, затем поступил на естественное отделение физико-математического факультета и в 1847 году, получив степень кандидата, отправился за границу для изучения химии в Гиссен к Либиху. В 1851 году появилась его первая работа «О присутствии креатинина в моче лошади и телёнка». В той же лаборатории, вместе с А. Штрекером, Николай Николаевич исследовал гиппуровую кислоту, причём они получили бензолгликолевую кислоту, а из неё неизвестную до тех пор гликолевую кислоту.
В 1852 году Николай Николаевич в Париже занимался в лабораториях Жерара и Реньо.
Все это обусловило дальнейшую деятельность Соколова, как профессора химии и распространителя новых тогда учений Лорана и Жерара.
Путешествие на Урал (1855) дало материал для рассуждения «О перидоте, как продукте металлургических операций», которое доставило Соколову степень магистра (1857). В этой работе отразилось близкое знакомство Соколова с разрабатывавшимся тогда в Париже Сент-Клер Девиллем, Добрэ и др. вопросом об искусственном изготовлении минералов.
Вскоре Соколов был назначен преподавателем минералогии в Горном корпусе и консерватором Музея Академии наук. В это время Николай Николаевич вместе с профессором А. Н. Энгельгардтом открыл частную химическую лабораторию, куда был открыт доступ всем желающим за небольшую плату. Лаборатория была обставлена вполне научно и могла служить образцом для жалких в то время университетских лабораторий; преподавание в ней велось по методе Либиха. Число лиц, пожелавших заниматься, превзошло ожидание основателей. Лаборатория просуществовала до перехода Соколова преподавателем химии в Санкт-Петербургский университет.
Дополнением к открытию лаборатории послужило основание Соколова и Энгельгардтом «Химического журнала», первого в России, который просуществовал два года (1859—1860). Благодаря ему, уже в конце 1850-х годов преподавание химии в России почти повсеместно было основано на новых унитарных воззрениях Лорана и Жерара, тогда как во Франции, где действовали эти знаменитые химики, взгляды их были введены в систему преподавания официально лишь в 1880-х годах.
В первой книге журнала напечатана была статья Соколова «О современном направлении химии», в которой критический талант Соколов проявился в полной силе.
Там же была напечатана и докторская диссертация «О водороде в органических соединениях»; в ней описано открытие глицериновой кислоты, сделанное Соколовым одновременно с английским химиком Дебусом. Значение этой работы было велико, так как ещё много позднее, до половины 1860-х годов, лучшими химиками, Вюрцем, Кекуле и Кольбе, вёлся спор о природе спиртокислот, подобных глицериновой; а этот спор привёл к ясному различению понятия об атомности кислот от понятия об их основности, в диссертации же Соколова находится точное решение вопроса о спиртовом характере одного из паев водорода в молочной кислоте.
В 1864 году Соколов занял кафедру химии в Новороссийском университете, где также устроил лабораторию.
В 1868 году результатом его лабораторных занятий явилась работа «О молочной кислоте, получаемой из β-йодопропионовой кислоты».
В 1872 году Соколов перешёл в Санкт-Петербургский лесной и земледельческий институт, в лаборатории которого сделана им, вместе с П. А. Лачиновым, последняя работа: «О действии аммиака на ацетон» (1874).
Из оставшихся после его смерти бумаг извлечена была профессором Н. А. Меншуткиным работа «Об ангидриде глицериновой кислоты и превращении его в пировиноградную кислоту».
Соколов Николай Николаевич умер в 1877 году в Санкт-Петербурге. Похоронен на Шуваловском кладбище.
Работы его печатались в «Журнале Русского физико-химического общества», где помещены в 10 томе и некрологи его, написанные профессорами Меншуткиным и Лачиновым.

## Семья
- Жена: Мария Николаевна Соколова — одна из сестёр Пургольд
- Сын: Николай Николаевич Соколов (р.1866) — профессор энтомологии Петроградского государственного университета (1921—1924)